# Festival di Sanremo 1955
Il quinto Festival di Sanremo si svolse al Salone delle feste del Casinò di Sanremo dal 27 al 29 gennaio 1955 con la conduzione di Armando Pizzo e Maria Teresa Ruta, annunciatrice degli studi Rai di Torino.
In onda radiofonica sul Secondo Programma dalle 22, l'edizione 1955 fu anche la prima a essere trasmessa dalla televisione, benché non fin dall'inizio ma alle 22:45, dopo la fine del varietà Un due tre, condotto da Ugo Tognazzi e Raimondo Vianello. La serata finale venne trasmessa in contemporanea con la radio dalle ore 22. 
A vincere la competizione fu Buongiorno tristezza, cantata da Claudio Villa e Tullio Pane.
La stessa coppia di artisti si aggiudicò anche il secondo posto con Il torrente. Al terzo posto, con il brano Canto nella valle, si classificarono invece Natalino Otto e il Trio Aurora in abbinamento con Bruno Pallesi, Nuccia Bongiovanni e il gruppo musicale Radio Boys.

## Partecipanti
| Interprete         | Ultime partecipazioni al Festival |
| ------------------ | --------------------------------- |
| Antonio Basurto    | Esordiente                        |
| Bruno Pallesi      | Esordiente                        |
| Bruno Rosettani    | Esordiente                        |
| Clara Jaione       | Esordiente                        |
| Claudio Villa      | Esordiente                        |
| Gianni Ravera      | 1954                              |
| Jula de Palma      | Esordiente                        |
| Marisa Colomber    | Esordiente                        |
| Narciso Parigi     | Esordiente                        |
| Natalino Otto      | 1954                              |
| Nella Colombo      | Esordiente                        |
| Nuccia Bongiovanni | Esordiente                        |
| Radio Boys         | Esordienti                        |
| Trio Aurora        | Esordienti                        |
| Tullio Pane        | Esordiente                        |

## Classifica, canzoni e cantanti
| Posizione | Interprete                                                                        | Canzone                        | Autori                                     | Voti ricevuti |
| --------- | --------------------------------------------------------------------------------- | ------------------------------ | ------------------------------------------ | ------------- |
| 1º        | Claudio Villa - Tullio Pane                                                       | Buongiorno tristezza           | G. Fiorelli e M. Ruccione                  | 67            |
| 2º        | Claudio Villa - Tullio Pane                                                       | Il torrente                    | C. A. Liman e L. Carmi                     | 38,2          |
| 3º        | Natalino Otto e Trio Aurora - Bruno Pallesi, Nuccia Bongiovanni e Radio Boys      | Canto nella valle              | M. Panzeri e U. Fusco                      | 33,6          |
| 4º        | Claudio Villa - Narciso Parigi                                                    | Incantatella                   | E. Bonagura                                | 27,4          |
| 5º        | Antonio Basurto - Gianni Ravera                                                   | Un cuore                       | P. Mendes e E. Falcocchio                  | 20,4          |
| 6º        | Jula de Palma - Marisa Colomber                                                   | L'ombra                        | W. Colì                                    | 14,4          |
| 7º        | Narciso Parigi e Radio Boys - Natalino Otto e Trio Aurora                         | Ci ciu cì (Cantava un usignol) | E. Minoretti e S. Seracini                 | 10,4          |
| 8º        | Natalino Otto - Antonio Basurto                                                   | Una fotografia nella cornice   | L. Mannucci, A. V. Savona e E. Fecchi      | 9,6           |
| NF        | Jula de Palma - Antonio Basurto                                                   | Cantilena del trainante        | Faccenna e De Angelis                      |               |
| NF        | Bruno Pallesi - Jula de Palma                                                     | Che fai tu luna in ciel        | N. Rastelli e Brinniti                     |               |
| NF        | Clara Jaione e Radio Boys - Nella Colombo, Bruno Rosettani e Trio Aurora          | Era un omino (piccino piccino) | A. Paolillo                                |               |
| NF        | Natalino Otto - Nuccia Bongiovanni e Radio Boys                                   | I tre timidi                   | E. Valladi                                 |               |
| NF        | Bruno Pallesi e Nuccia Bongiovanni - Bruno Rosettani, Nella Colombo e Trio Aurora | Il primo viaggio               | Mario Panzeri - Giancarlo Testoni - Sargon |               |
| NF        | Gianni Ravera - Tullio Pane                                                       | Non penserò che a te           | Taddei, Poggiali e Minasi                  |               |
| NF        | Bruno Pallesi - Jula de Palma                                                     | Sentiero                       | B. Cherubini e C. Concina                  |               |
| NF        | Bruno Rosettani e Trio Aurora - Clara Jaione e Radio Boys                         | Zucchero e pepe                | Biri, L. Capece Minutolo e V. Mascheroni   |               |

## Notizie e dettagli
Questa edizione entra nella storia anche perché è la prima in cui viene usato il playback: infatti Claudio Villa, a causa di un'improvvisa faringite che lo colpisce proprio il giorno della finale, non canta dal vivo ma utilizza la registrazione fonografica del brano. Nonostante ciò, vince lo stesso il festival.
Infine è anche la prima edizione con un ospite non in gara: si tratta del cantautore toscano Odoardo Spadaro che, durante l'ultima serata, viene invitato per recitare i testi delle prime tre canzoni classificate.
Il presentatore, il giornalista Armando Pizzo, viene scelto all'ultimo momento dopo che, nelle settimane precedenti, si era parlato di Mike Bongiorno come conduttore della manifestazione. La Rai impose a Pizzo, abile improvvisatore, l'assoluto divieto di discostarsi dal copione e prescrisse anzi l'obbligo di imparare i testi delle presentazioni a memoria. Pizzo, per sicurezza, li scrisse a macchina su dei bigliettini e li sistemò sul leggio sotto il microfono, suscitando la sorpresa di una spettatrice seduta in platea che urlò: "Pizzo legge!", creando un momento di imbarazzo.
Il successo della trasmissione e delle canzoni fu sancito dagli oltre nove milioni di dischi venduti complessivamente, anche se la nota stonata fu la polemica sorta fra la Commissione di ascolto e selezione dei brani nominata dalla Rai e l'UNEM (Unione Nazionale Editori Musicali) per la scarsa considerazione mostrata dalla Commissione nei confronti delle canzoni selezionate.
Nel 2005 è stata pubblicata su CD dalla Twilight Music, su licenza della RAI, nella collana Via Asiago 10 (TWI CD AS 05 17), tutta la trasmissione radiofonica del festival (tranne due brani, Un cuore e I tre timidi, di cui mancano i nastri delle registrazioni).

## Regolamento
Vengono presentate 8 canzoni per sera, per i primi due giorni. Al termine di ogni serata i giurati votano e decidono quali sono le 4 canzoni che hanno accesso alla finale e quali vengono eliminate. Durante la terza sera ha luogo la finale.

I giurati erano 285, diversi per ogni serata e così suddivisi: 75 sorteggiati fra il pubblico presente in sala (il loro voto viene moltiplicato per un quinto, perché sono cinque volte più numerosi degli altri), 210 fra gli abbonati RAI, precisamente 15 per ciascuna delle 14 sedi.
Ogni canzone viene proposta nella stessa sera in due interpretazioni diverse con due diversi arrangiamenti.

## Orchestra
- Orchestra Sestetto azzurro, diretta dal maestro Alberto Semprini, per i cantanti Jula de Palma, Nella Colombo, Claudio Villa, Trio Aurora, Bruno Rosettani, Natalino Otto e Gianni Ravera.
- Orchestra Canzoni e ritmi, diretta dal Maestro Francesco Ferrari, per i cantanti Bruno Pallesi, Antonio Basurto, Tullio Pane, Nuccia Bongiovanni, Marisa Colomber, Clara Jaione, Narciso Parigi e i Radio Boys.

## Organizzazione
- Rai
- Casinò di Sanremo